# Attaque de Nabatieh en août 2024
Le 17 août 2024, Israël a attaqué un entrepôt à Nabatieh, dans le sud du Liban, tuant au moins 11 personnes et en blessant quatre autres. Toutes les personnes tuées dans l’attaque étaient des réfugiés syriens.

## Contexte
Après l’attaque du 7 octobre 2023, Israël a commencé à bombarder la bande de Gaza. En représailles, le Hezbollah a commencé à affronter les Forces de défense israéliennes (FDI), en solidarité avec les Palestiniens. Le Hezbollah a déclaré qu'il cesserait ses attaques seulement lorsqu'un cessez-le-feu serait conclu dans le conflit en cours entre Israël et le Hamas à Gaza.

## Attaque
La frappe, menée par des avions de chasse de l'armée de l'air israélienne, a visé un entrepôt dans une zone industrielle de Wadi al-Kfour, à Nabatieh, qui comprend plusieurs usines produisant des briques, du métal et de l'aluminium, ainsi qu'une ferme laitière,. L'entrepôt servait également à héberger les réfugiés syriens, qui vivaient au dernier étage. L'entrepôt et les bâtiments voisins ont été détruits. Selon le ministère libanais de la Santé, onze personnes ont été tuées, dont une femme et ses deux enfants. Trois Syriens et un Soudanais ont été blessés, dont deux Syriens grièvement,,,. L'armée israélienne a revendiqué la responsabilité de l'attaque, affirmant qu'elle visait un dépôt d'armes du Hezbollah situé à environ 12 kilomètres de la frontière israélienne. Le propriétaire d'un abattoir local a déclaré que le site était principalement industriel et civil, ce qui contredit l'affirmation de Tsahal. Selon des témoins et des habitants locaux, les victimes étaient des réfugiés syriens, parmi lesquels des ouvriers d'usine résidant dans des logements à proximité.
Cette frappe est l’une des plus meurtrières au Liban jusqu’alors depuis l’escalade entre le Hezbollah et l’armée israélienne, qui a débuté le 8 octobre 2023 après le début de la campagne de bombardements israéliens contre Gaza. Le Hezbollah a déclaré qu'il cesserait ses attaques seulement lorsqu'un cessez-le-feu serait conclu dans le conflit entre Israël et le Hamas à Gaza.

## Réactions
Le porte-parole arabe de Tsahal, Avichay Adraee, a réitéré que la cible de la frappe était un dépôt d'armes du Hezbollah, affirmant que des moyens militaires étaient présents sur le site. Cependant, les proches des victimes ont nié ces allégations, insistant sur le fait qu'il n'y avait pas d'armes sur les lieux et qu'il s'agissait d'une installation purement industrielle.
En réponse à l'attaque, le Hezbollah a tiré 55 roquettes vers la Haute Galilée, ciblant Ayelet HaShahar, Safed et d'autres communautés voisines. Deux soldats israéliens ont été blessés près de Misgav Am, tandis que plus de dix incendies ont éclaté.
L'ambassade des Philippines à Beyrouth a conseillé à ses 11 000 citoyens au Liban de quitter le pays à la suite de la grève.